# Prawo autorskie
Prawo autorskie (ang. copyright, symbol: ©) – dyscyplina prawa cywilnego, zespół norm prawnych wchodzących w skład prawa własności intelektualnej, a także ogół praw przysługujących autorowi utworu (lub innemu uprawnionemu podmiotowi) upoważniających go do decydowania o eksploatacji utworu i czerpaniu z niej korzyści finansowych.
Wyróżnia się dwa podstawowe systemy prawa autorskiego: copyright (na gruncie systemu common law) i droit d’auteur (funkcjonujące w państwach Europy kontynentalnej).

Copyright, znak oznaczający prawa autorskie

## Normy międzynarodowe w zakresie prawa autorskiego
- Konwencja berneńska o ochronie dzieł literackich i artystycznych (1886),
- Konwencja genewska o prawach autorskich (1952)[2],
- Traktat Światowej Organizacji Własności Intelektualnej o prawie autorskim (1996)[3].

## Prawo polskie

### Źródła prawa autorskiego
Przyjęta 4 lutego 1994 roku (a następnie nowelizowana) ustawa o prawie autorskim i prawach pokrewnych reguluje m.in. przedmiot i podmiot i ogólne pojęcie prawa autorskiego, wyjątki i ograniczenia praw autorskich, okres obowiązywania praw autorskich oraz ochronę przedmiotu prawa autorskiego. Podstawowym założeniem jest rozróżnienie autorskich praw osobistych oraz autorskich praw majątkowych. Ustawa – zgodnie z nazwą reguluje także prawa pokrewne – związane z wykonaniami, produkcją i dystrybucją utworów. Od 19 lipca 2018 r. zasady działania organizacji zbiorowego zarządzania prawami autorskimi lub prawami pokrewnymi normuje odrębna ustawa.
Przed wejściem w życie tej ustawy obowiązywały kolejno ustawa z 29 marca 1926 r. o prawie autorskiem i ustawa z 10 lipca 1952 r. o prawie autorskim.

### Przedmiot prawa autorskiego
Zgodnie z polską ustawą, przedmiotem prawa autorskiego jest każdy przejaw działalności twórczej o indywidualnym charakterze, ustalony w jakiejkolwiek postaci, niezależnie od wartości, przeznaczenia i sposobu wyrażenia. W celu weryfikacji, czy dane dzieło jest przedmiotem prawa autorskie, należy dokonać oceny oryginalności. Utwór musi uwzględniać cechy unikalne dla danego autora, być wytworem jego wyobraźni i intelektu. Wykonana praca intelektualna jest natomiast przeciwieństwem pracy o charakterze technicznym, która, jak stwierdził Sąd Najwyższy, "polega na wykonywaniu czynności wymagających jedynie określonej wiedzy i sprawności oraz użycia określonych narzędzi, surowców i technologii".
Prawo autorskie działa automatycznie – ochrona praw autorskich rozpoczyna się z chwilą ustalenia utworu bez konieczności spełnienia jakichkolwiek formalności. Utwór nie musi przy tym być skończony.

#### Wyłączenie ochrony prawa autorskiego
Ustawa określa także szereg rodzajów treści, które nie są przedmiotem prawa autorskiego i nie korzystają z ustawowej ochrony:
- akty normatywne lub ich urzędowe projekty;
- urzędowe dokumenty, materiały, znaki i symbole;
- opublikowane opisy patentowe lub ochronne;
- proste informacje prasowe[10].

Materiały te, wraz z materiałami, do których prawa autorskie nigdy nie istniały (bo np. powstały w czasach, gdy nie istniało jeszcze prawo autorskie) lub do których wygasły prawa autorskie majątkowe, należą do domeny publicznej.
Sąd Najwyższy przyjął, że: „Pod pojęciem materiałów urzędowych, o których mowa w art. 4 ust. 2 Pr.autor. rozumieć należy materiały pochodzące od urzędu lub innej instytucji wykonującej zadania publiczne”.
Naczelny Sąd Administracyjny stwierdził, że: „termin zadania publiczne jest pojęciem szerszym od terminu zadań władzy publicznej. Pojęcia te różnią się przede wszystkim zakresem podmiotowym, bowiem zadania władzy publicznej mogą być realizowane przez organy tej władzy lub podmioty, którym zadania te zostały powierzone w oparciu o konkretne i wyrażone unormowania ustawowe. Pojęcie „zadanie publiczne” użyte […] zamiast pojęcia „zadanie władzy publicznej” użytego w art. 61 Konstytucji RP ignoruje element podmiotowy i oznacza, że zadania publiczne mogą być wykonywane przez różne podmioty niebędące organami władzy i bez konieczności przekazywania tych zadań. Tak rozumiane „zadanie publiczne” cechuje powszechność i użyteczność dla ogółu, a także sprzyjanie osiąganiu celów określonych w Konstytucji lub ustawie. Wykonywanie zadań publicznych zawsze wiąże się z realizacją podstawowych publicznych praw podmiotowych obywateli”.
Zdaniem Wojewódzkiego Sądu Administracyjnego: „szkoła wyższa (w tym niepubliczna), jako część systemu nauki polskiej i systemu edukacji narodowej, jest powszechnie uważana za zakład administracyjny, wykonujący zadania publiczne. Skoro stosowne organy uczelni wykonują zadania z zakresu władzy publicznej i wydają w związku z tym akty administracyjne, to są one organem administracji publicznej w znaczeniu funkcjonalnym i ich działalność podlega ustawie o dostępie do informacji publicznej”.
Naczelny Sąd Administracyjny stwierdził, że: „oświatę oraz kształcenie należy zaliczyć do zadań publicznych nawet, gdy są one wykonywane przez szkoły niepubliczne. Jest bowiem oczywiste, że forma, w jakiej ustawodawca umożliwił wykonywanie zadań oświatowych, w tym. m.in. prowadzenie szkoły przez osoby prawne lub osoby fizyczne, nie przesądza o odmiennym charakterze zadań wykonywanych w ramach systemu oświaty. Podmioty reprezentujące takie szkoły są zatem obowiązane do udostępniania informacji publicznych w zakresie dotyczącym wykonywania przez te szkoły zadań publicznych”.
W myśl powyższych orzeczeń, nawet instytucje niepubliczne wykonujące zadania publiczne nie posiadają praw autorskich do materiałów opracowanych podczas realizacja takich zadań.

### Autorskie prawa osobiste
Autorskie prawa osobiste są prawami „ojcostwa utworu” i obejmują przede wszystkim prawo autora do wiązania z dziełem jego nazwiska. Prawo to nigdy nie wygasa i jest, z natury rzeczy, niezbywalne, nie można się go zrzec, ani przenieść na inną osobę. W ramach ochrony dóbr osobistych autor ma prawo do przedstawiania utworu pod pseudonimem lub anonimowo. Do osobistych praw autorskich należy także prawo do zachowania niezmienionej treści i formy utworu, zakazujące wprowadzania zmian, zniekształceń, przeinaczeń czy prawo do nadzoru nad korzystaniem z dzieła. Warto nadmienić, że prawo do anonimowej publikacji dzieła jest często wykorzystywane w umowach kupna/sprzedaży utworów – umowne zobowiązanie nabywcy do anonimowego rozpowszechniania dzieła jest de facto zrzeczeniem się przez twórcę autorskiego prawa osobistego do oznaczenia utworu nazwiskiem lub pseudonimem.
Twórca, którego autorskie prawa osobiste zostały zagrożone cudzym działaniem, może żądać zaniechania tego działania. W razie dokonanego naruszenia może także żądać, aby osoba, która dopuściła się naruszenia, dopełniła czynności potrzebnych do usunięcia jego skutków, w szczególności, aby złożyła publiczne oświadczenie o odpowiedniej treści i formie. Jeżeli naruszenie było zawinione, sąd może przyznać twórcy odpowiednią sumę pieniężną tytułem zadośćuczynienia za doznaną krzywdę albo – na żądanie twórcy – zobowiązać sprawcę, aby uiścił odpowiednią sumę pieniężną na wskazany przez twórcę cel społeczny.

### Autorskie prawa majątkowe
Autorskie prawa majątkowe (ang. copyright) to monopol praw majątkowych na rzecz autora utworu lub posiadacza praw (który najczęściej uzyskał te prawa na mocy umowy z autorem). Powodem wprowadzenia praw autorskich majątkowych była ochrona interesów twórców oraz innych posiadaczy praw do utworów. Zasadą w prawie autorskim jest, że z utworu może korzystać lub nim rozporządzać tylko osoba uprawniona. Osobą uprawnioną jest w pierwszej kolejności posiadacz praw do utworu. Osoba taka (lub inny podmiot) może następnie udzielić innym uprawnień do korzystania z utworu, na mocy umowy licencyjnej lub umowy przekazującej prawa do utworu.
Autorskie prawa majątkowe są ograniczone przez zasady dozwolonego użytku, określające ograniczenia i wyłączenia z ochrony prawnoautorskiej. Ustawa rozróżnia dozwolony użytek prywatny oraz dozwolony użytek publiczny.
Autorskie prawa majątkowe są ograniczone w czasie, i trwają:
- przez cały czas życia twórcy i 70 lat po jego śmierci;
- jeżeli twórca nie jest znany – 70 lat od daty pierwszego rozpowszechnienia utworu.

Jeżeli z mocy ustawy autorskie prawa majątkowe przysługują innej osobie niż twórcy:
- 70 lat liczy się od daty rozpowszechnienia utworu;
- gdy utwór nie został rozpowszechniony – 70 lat od daty ustalenia utworu.

Inny jest okres obowiązywania praw pokrewnych:
- 50 lat w odniesieniu do nadań programów RTV (licząc od roku pierwszego nadania);
- 50 lat w odniesieniu do sporządzania i korzystania z fonogramów i wideogramów (licząc od roku sporządzenia).

Ustawa z 1952 przewidywała wygasanie autorskich praw majątkowych po 20 latach od śmierci ostatniego twórcy (lub daty wydania anonimowego utworu), a ustawa z 1926 – wygasanie tych praw po 50 latach. Zapisy ustawy z 1994 zostały rozciągnięte wstecz na wszystkie utwory, do których autorskie prawa majątkowe nie wygasłyby na mocy nowych przepisów.

### Ochrona wizerunku, adresata korespondencji i tajemnicy źródeł informacji
Ustawa o prawie autorskim reguluje również kwestię ochrony wizerunku. W myśl ustawy rozpowszechnianie wizerunku wymaga zezwolenia osoby na nim przedstawionej. Zezwolenia nie wymaga rozpowszechnianie wizerunku osoby powszechnie znanej, jeżeli wizerunek wykonano w związku z pełnieniem przez nią funkcji publicznych, w szczególności politycznych, społecznych, zawodowych oraz osoby stanowiącej jedynie szczegół całości takiej jak zgromadzenie, krajobraz, publiczna impreza.
Jeżeli osoba, do której korespondencja jest skierowana, nie wyraziła innej woli, rozpowszechnianie korespondencji, w okresie dwudziestu lat od jej śmierci, wymaga zezwolenia małżonka, a w jego braku kolejno zstępnych, rodziców lub rodzeństwa.
Twórca, a wydawca lub producent na żądanie twórcy, mają obowiązek zachowania w tajemnicy źródeł informacji wykorzystanych w utworze oraz nieujawniania związanych z tym dokumentów. Ujawnienie tajemnicy jest dozwolone za zgodą osoby, która powierzyła tajemnicę lub na podstawie postanowienia właściwego sądu.

### Niektóre wnioski wynikające z ustawy
Dla użytku osobistego wolno korzystać bez zgody twórcy utworu i nieodpłatnie z pojedynczych egzemplarzy utworu rozpowszechnionego, tzn. takiego, który za zezwoleniem twórcy został udostępniony publicznie (wyjątki: utwór architektoniczny i architektoniczno-urbanistyczny w zakresie budowania, programy komputerowe) (art. 23 ust. 1 ustawy). Zakres podmiotowy prywatnego użytku obejmuje krąg osób pozostających w związku osobistym, w szczególności pokrewieństwa, powinowactwa lub stosunku towarzyskiego (art. 23 ust. 2 ustawy). Oznacza to na przykład, że można swoim krewnym i znajomym pożyczać, bądź wykonywać kopie książek, filmów, albumów muzycznych czy programów typu open source. Nie jest to jednak dozwolone w przypadku komercyjnych programów komputerowych bądź gier. Niezgodna z prawem będzie również wymiana np. w ramach „klubu miłośników muzyki”, jeśli nie wszyscy członkowie się znają i utrzymują ze sobą stały kontakt. Możliwe jest jednak podarowanie, bądź odsprzedaż również obcym osobom zakupionych wcześniej egzemplarzy utworów.
Można bez zgody autora przytaczać w utworach stanowiących samoistną całość urywki rozpowszechnionych utworów lub drobne utwory w całości, lecz trzeba podać autora i dzieło. Jest to tzw. prawo cytatu. Zgoda autora nie jest wymagana, o ile dzieło pierwotne stanowiące inspirację - ulega istotnemu przetworzeniu i jest jedynie cząstką tworzonego oryginalnego dzieła, co precyzuje ustawa o prawie autorskim, definiując prawo cytatu i prawo dozwolonego użytku.
Prawo bezpłatnego przytaczania urywków rozpowszechnionych utworów lub drobnych utworów w całości, przysługuje w zakresie uzasadnionym:
- wyjaśnieniem lub analizą krytyczną (jeśli na przykładzie fragmentu jakiegoś utworu wyrażamy własną opinię);
- prawami gatunku (np.: tworząc karykaturę cudzego utworu wykorzystujemy jej elementy, jednak uzasadnione jest specyficzną formą karykatury);
- nauczaniem (np.: fragmenty występujące w podręcznikach albo czasopismach popularnonaukowych) (art. 29 ust. 1 ustawy).

Twórca ma prawo do wynagrodzenia w przypadku, gdy rozpowszechnia się drobne utwory lub fragmenty większych utworów w podręcznikach, wypisach i antologiach w celu naukowym i dydaktycznym (art. 29 ust. 2 i ust. 21 ustawy).
W Polsce fotografie korzystają z nieograniczonej ochrony prawem autorskim dopiero od roku 1994. Wcześniej, na podstawie ustawy o prawie autorskim z roku 1926 i art. 2 ust. 1 ustawy o prawie autorskim z roku 1952 korzystały tylko fotografie posiadające „wyraźne zastrzeżenie prawa autorskiego”.
Można publikować w encyklopediach i atlasach utwory plastyczne i fotograficzne bez zgody twórcy, o ile nawiązanie porozumienia z twórcą celem uzyskania jego zezwolenia napotyka trudne do przezwyciężenia przeszkody. Nie zwalnia to jednak wydawcy atlasu lub encyklopedii od zapłacenia twórcy wynagrodzenia, twórca może jednak odstąpić od prawa do wynagrodzenia (art. 33 pkt 3 ustawy).

### Odpowiedzialność prawna
Za naruszenie praw autorskich polska ustawa przewiduje dwa rodzaje odpowiedzialności prawnej. Pierwszą jest odpowiedzialność cywilna. Osoba, której prawa zostały naruszone, może domagać się naprawienia wyrządzonej szkody na zasadach ogólnych albo dwukrotności, a w przypadku zawinionego naruszenia – trzykrotności wynagrodzenia należnego tytułem udzielenia zgody na korzystanie z utworu. Sąd mógł także przed 1 stycznia 2016 r. nakazać zapłatę dodatkowej kwoty na Fundusz Promocji Twórczości. Osobnym rodzajem odpowiedzialności jest odpowiedzialność karna. Polska ustawa określa szereg typów przestępstw, w których dobrem chronionym są prawa autorskie i pokrewne.